# The Wetback Hound
Pour plus de détails, voir Fiche technique et Distribution.
The Wetback Hound est un court métrage documentaire américain réalisé par Larry Lansburgh en 1957 pour Walt Disney Pictures mais il ne fait pas partie de la collection True-Life Adventures.
Le film a obtenu l'Oscar du meilleur court métrage en prises de vues réelles en 1957.

## Fiche technique
- Titre : The Wetback Hound
- Réalisateur : Larry Lansburgh, Janet Lansburgh
- Photographie : J. Carlos Carbajal
- Montage : Warren Adams
- Musique : William Lava
- Producteur : Walt Disney, Larry Lansburgh
- Durée : 18 min
- Date de sortie : 19 juin 1957

## Commentaires
Le court métrage a été diffusé dans l'émission Walt Disney's Wonderful World of Color (sur NBC) le 27 juillet 1962 qui  était consacrée à la promotion du film Compagnon d'aventure (1962).